# Kalles och Britas sex liv
Kalles och Britas sex liv är en svensk TV-serie med Brita Zackari och Kalle Zackari Wahlström. Serien hade premiär på SVT i augusti 2018. 
Kalle och Brita har svårt att få livspusslet att gå ihop. Hur ska de stressa mindre och få tid mer tid tillsammans med varandra och barnen? I programmets sex avsnitt träffar de personer som valt att leva annorlunda.

## Avsnitt
Del 1: Kalle och Brita reser till Vemdalen för att testa på att leva på hästranch.
Del 2: Kalle och Brita reser till Göteborg där de träffar Samuel som valt att tillbringa nätterna i tält.
Del 3: Kalle och Brita reser till Falun där de träffar Paolo som valt att bo i ett kollektiv.
Del 4: Kalle och Brita reser till Lofoten för att testa på att leva vildmarksliv.
Del 5: Kalle och Brita träffar Peder och Kim och undersöker hur det är att leva som lajvare.
Del 6: Kalle och Brita åker till den grekiska ön Lesbos för att se om livet som hjälparbetare kan hjälpa dem.